# Weiler (Áustria)
Weiler é um município da Áustria, situado no distrito de Feldkirch, no estado de Vorarlberg. Tem 3,08 km² de área e sua população em 2019 foi estimada em 2.133 habitantes.